# Siebenröhrenbrunnen (Wachenheim)
Der Siebenröhrenbrunnen ist eine als Brunnen gefasste Quelle im mittleren Pfälzerwald auf der Waldgemarkung der Stadt Wachenheim an der Weinstraße (Rheinland-Pfalz). Der Brunnen ist als Naturdenkmal eingestuft und trägt die Listennummer ND-7332-189.

## Geographie
Der Brunnen liegt im nordwestlichen Bereich der Freizeit- und Wildanlage Kurpfalz-Park auf 315 m Höhe links des unmittelbar südlich vorbeifließenden Mußbachs, der das Brunnenwasser abführt. Die Erhebungen, die dort das enge Kerbtal des Mußbachs einschließen, sind der 467 m hohe Westläufer des Seekopfs im Norden und der Taubenrux (471,5 m) im Süden.